# Andrew Orvedahl
Andrew Orvedahl (nacido el 21 de diciembre de 1976) es un actor estadounidense conocido por su trabajo con The Grawlix, un grupo de comedia formado por Orvedahl, Adam Cayton-Holland, Ben Roy y TruTV que actúan en la serie Los que no pueden.  Como miembro de  The Grawlix , Orvedahl ha sido protagonista en Funny or Die  y en lanzamientos de videos escritos y dirigidos por  The Nix Bros.

## Carrera

### Actor cómico
Orvedahl comenzó en el teatro cómico en 2003 en un papel en que daba una azotaina a Elmo.  Además de actuar con regularidad en su club local, Comedy Works en Denver, Orvedahl realizó una gira por los EE. UU. y se presentó en Aspen (2011), Las Vegas, Seattle (2010), Great American (2012), Bridgetown (2011, 2012, 2013) y los festivales de comedia de High Plains (2013, 2014), además formó parte del Showcase de "New Faces" Just for Laughs en Montreal en 2013.
También en 2013, Orvedahl lanzó su álbum de comedia Hit The Dick Lights en un lanzamiento doble con su compañero y miembro de Grawlix, Adam Cayton-Holland.  El álbum de Holland I Don't Know If I Happy, comparte una carátula similar, se grabó en la misma fecha en el mismo teatro (Denver's Bug Theatre) que el de Orvedahl y ambos se lanzaron en el sello Greater Than Collective de Illegal Pete.
Orvedahl ha aparecido en "NickMom Night Out" y "Last Comic Standing", y el 13 de octubre de 2014 debutó en la serie de televisión "The Tonight Show Starring Jimmy Fallon".

### The Grawlix
En 2007, Orvedahl fue miembro fundamental de "Los Comicos Super Hilariosos", un programa periódico que acogió cómicos de renombre como Arj Barker, María Bamford, Tig Notaro y Moshe Kasher. El grupo finalmente se disolvió y se volvió a formar como The Grawlix en 2011.
The Grawlix está formado por Orvedahl, Ben Roy y Adam Cayton-Holland. La compañía realizó un espectáculo mensual en el Teatro Bug en Denver, con espectáculos de cada uno de los directores, ua conjunto  de comediantes nacionales invitados y con proyecciones de sus videos de la serie web producidos por los hermanos Nix. 

#### Los que no pueden
The Grawlix también se unió a The Nix Brothers para producir un programa piloto para Amazon en junio de 2012, llamado Los que no pueden, que trata sobre tres maestros ineptos de secundaria de Denver.  Mientras que Amazon finalmente emitió el programa piloto, TruTV contrató al trío para reescribirlo y volver a filmarlo en diciembre de 2014.  En febrero de 2015, la cadena anunció que iban a contratar 10 episodios de la serie, que se emitió en 2015.  La serie se renovó para una segunda temporada de 10 episodios, que se emitió en 2016.

### Los narradores
En 2010, Orvedahl creó el programa de narración de cuentos The Narrators, una presentación en vivo de historias reales basadas en un tema seleccionado contado por músicos, comediantes, actores y escritores, que presenta mensualmente en el Teatro Buntport en Denver.  El podcast de Narradores destaca historias seleccionadas, regogiendo las actuaciones en vivo patrocinadas por el colectivo de comedia Sexpot Comedia. 

### The Unicorn
En 2013, Orvedahl creó el podcast The Unicorn, con el copresentador Talitha y el productor Ron Doyle.  El espectáculo cuenta con un cómico invitado especial, y el grupo discute de sexo y de las relaciones entre las personas. Entre los invitados en programas anteriores se encuentran Kyle Kinane, Cameron Esposito y Ben Kronberg. 

### Premios
En 2012, Orvedahl ganó un premio MasterMinds de Westword, un programa de becas que honra a los empresarios artísticos que están cambiando el panorama cultural.  En diciembre de 2013, Time Out New York votó el álbum de Orvedahl Hit The Dick Lights como uno de los 10 mejores álbumes de comedia de 2013.

## Vida personal
Orvedahl nació y creció en Denver, y asistió a Heritage High School.  Aunque ha vivido en muchas ciudades del  país como Nueva York, Cocoa Beach, Florida y Los Ángeles, regresó a Colorado y actualmente vive en Denver.  Orvedahl tiene una hija, Amelia, con quien es co-protagonista en su programa de cocina en línea llamado The Barefoots: Orvedahl es directora, directora de fotografía y editora de películas.

## Los álbumes
- Andy hace reir a 15 de sus 22 amigos.
- Hit The Dick Lights